# ヤン・ハインツェ
ヤン・ハインツェ（Jan Heintze、1963年8月17日 -）は、デンマーク出身の元サッカー選手。現役時代のポジションはMF（守備的MF）、DF（サイドバック）。

## クラブ経歴
ハインツェは故郷のTårnby Boldklubでサッカーを始め、幾つかのユースクラブを経て、1982年にオランダのPSVアイントホーフェンへ入団。左ウイングを務めていたが出場機会に恵まれず、2年目のシーズンから左サイドバックのポジションを獲得。これ以降、攻撃的なサイドバックとして、同郷のフランク・アルネセン、セーレン・レアビーらと共に6度のエールディヴィジと1987-88シーズンのUEFAチャンピオンズカップ制覇に貢献した。
PSVには12シーズン在籍したが、1994年からはドイツのバイエル・ユルディンゲンやバイエル・レバークーゼンでプレーを続けた。1999年に、かつての同僚のエリック・ゲレツが監督を務める古巣のPSVに復帰。2003年に現役引退をするまで3度のリーグ制覇に貢献した。

## 代表経歴
デンマーク代表としては1987年4月29日のUEFA欧州選手権1988予選、対アイルランド戦で代表デビューを飾り、翌1988年の本大会では全3試合に出場した。しかし、代表監督のリチャード・メラー・ニールセンと対立し、1991年5月1日のUEFA EURO '92予選、対ユーゴスラビア戦を最後に代表からは退いた。
1996年にニールセンが辞任し、ボー・ヨハンセンが監督に就任すると、ハインツェは再びデンマーク代表に招集され、1998年のFIFAワールドカップ・フランス大会、2000年のUEFA EURO 2000に出場した。モアテン・オルセン監督の下で2002年のFIFAワールドカップ・日韓大会に大会出場最年長者として出場するが、暑さの中で苦しみ1次リーグ第2戦以降は控えに回った。この年に代表から引退するまで国際Aマッチ86試合出場4得点を記録した。

## 代表歴

### 出場大会
- デンマーク代表
  - 1998 FIFAワールドカップ
  - 2002 FIFAワールドカップ

### 試合数
- 国際Aマッチ 86試合 4得点（1987年-2002年）[2]

| デンマーク代表 | 国際Aマッチ | 国際Aマッチ |
| 年             | 出場        | 得点        |
| -------------- | ----------- | ----------- |
| 1987           | 3           | 0           |
| 1988           | 10          | 0           |
| 1989           | 6           | 1           |
| 1990           | 4           | 0           |
| 1991           | 1           | 0           |
| 1992           | 4           | 0           |
| 1993           | 0           | 0           |
| 1994           | 0           | 0           |
| 1995           | 0           | 0           |
| 1996           | 1           | 0           |
| 1997           | 6           | 0           |
| 1998           | 13          | 0           |
| 1999           | 11          | 1           |
| 2000           | 11          | 0           |
| 2001           | 10          | 1           |
| 2002           | 6           | 1           |
| 通算           | 86          | 4           |